# Vazdazeleni ognjevinac
Vazdazeleni ognjevinac (ognjica pilasta, ognjica vršikasta, ognjica zimzelena, vazdazelena ognjica, vazdazeleni snjeguljak; lat. Iberis sempervirens), zimzelena višegodišnja biljka iz porodice Brassicaceae, smještena u tribus Iberideae. 

## Rasprostranjenost
Prirodno je rasprostranjena je po Europi (uključujući Hrvatsku) i sjeverozapadnoj Africi, a udomaćila se i u Sjevernoj Americi.

## Opis
Grmolikog je oblika, visine od 10 do 30 cm. Listovi jednostavni, cjelovitih rubova, cvjetovi dvospolni, svaki sa četiri bijele ili svjetloroze latice. Cvate od travnja do srpnja.
Raste po svjetlim šumama i voli topla mjesta. Uzgaja se i kao ukrasna biljka i za rubove staza.
- I. sempervirens
- I. sempervirens
- I. sempervirens
- I. sempervirens

## Sinonimi
- Biauricula sempervirens (L.) Bubani
- Iberis arbuscula Spach
- Iberis commutata Schott & Kotschy ex Boiss.
- Iberis garrexiana All.
- Iberis gastoni Delacr.
- Iberis sempervirens subvar. puberula Maire
- Iberis sempervirens var. macropetala Doum.
- Iberis sempervirens var. micropetala Doum.
- Thlaspidium sempervirens (L.) Andrz. ex DC.